# The Tangent
The Tangent ist eine Progressive-Rock-Supergroup, die 2003 als Nebenprojekt der Band Parallel or 90 Degrees (kurz: Po90) gegründet wurde. Bekannt wurde sie durch Auftritte auf vielen internationalen Progressive-Rock-Festivals.

## Geschichte
Die Geschichte der Gruppe begann bereits im Jahr 1999, als Po90 gemeinsam mit den Flower Kings auftraten. Zu dieser Zeit war Andy Tillison damit beschäftigt, Ideen für das nächste Po90-Album More Exotic Ways to Die zu sammeln. Beeindruckt von den Flower-Kings-Alben beschloss er, die eher „progressiven“ Stücke des neuen Albums separat aufzunehmen. Einige Zeit nach der Veröffentlichung von More Exotic Ways to Die übergab Tillison dem Flower-Kings-Crewmitglied Ian Oakley, der wenig später der Manager von The Tangent wurde, die so entstandenen Demoaufnahmen. Roine Stolt, Zoltan Csörsz und Jonas Reingold boten spontan an, auf diesem Album mitzuwirken. Komplettiert wurde diese Besetzung mit dem Saxofonisten David Jackson und dem Po90-Keyboarder Sam Baine. Das Debütalbum The Music That Died Alone wurde von der Fachpresse begeistert aufgenommen.
Es folgten mehrere Umbesetzungen – im Jahr 2007 existierten The Tangent nur als Trio, bestehend aus Tillison, Reingold und Jaime Salazar –, zwei weitere Studio- und zwei Livealben. Im Jahr 2008 erschien das vierte Studioalbum, Not as Good as the Book. Es besteht aus zwei CDs, von denen die erste sieben vergleichsweise kurze Lieder enthält, die zweite lediglich zwei Stücke von jeweils über 20 Minuten Länge. Das Konzeptalbum beschreibt, wie im Jahr 2008 versehentlich mithilfe des Albums Relayer von Yes die Welt zerstört wird und 80.000 Jahre darauf Wissenschaftler versuchen, anhand noch erhaltener Progressive-Rock-CDs aus dieser Zeit das Leben der Menschen zu rekonstruieren.
Im Jahr 2008 traten The Tangent außerdem gemeinsam mit der schwedischen Progressive-Rock-Band Beardfish auf. Da im selben Jahr Bassist Reingold, Gitarrist Jonsson und Schlagzeuger Salazar ihren Ausstieg bekannt gegeben hatten, weil sie keine Entwicklung in der Band sahen, begann Andy Tillison, mit den Mitgliedern von Beardfish zusammenzuarbeiten. Im Juni dieses Jahres gab er offiziell bekannt, dass die vier Mitglieder von Beardfish nun auch bei The Tangent spielten, was von Rikard Sjöblom bestätigt wurde. Damit war The Tangent erstmals in der Bandgeschichte ein Oktett. Ihren ersten Auftritt hatte die neue Besetzung auf dem Summer's End Festival im September 2008.
Im Folgejahr wurde die Besetzung erneut geändert und bestand nun aus den Gründungsmitgliedern Andy Tillson, Theo Travis und Guy Manning. Als neue Bandmitglieder kamen Paul Burgess am Schlagzeug und Jonathan Barrett am Bass hinzu. Diese Besetzung, mit der auch das Folgealbum Down and Out in Paris and London eingespielt wurde, war die erste, die ausschließlich aus britischen Musikern bestand. Danach fanden wieder mehrere Besetzungswechsel statt und es erschienen neue Studioaufnahmen, unveröffentlichtes Archivmaterial und Liveaufnahmen.

## Stil
Das Debütalbum The Music That Died Alone war noch stark vom Canterbury Sound und vom Retro-Prog der Flower Kings beeinflusst. Der Canterbury-Anteil wurde allmählich reduziert, spätestens ab Not as Good as the Book spielen The Tangent Progressive Rock mit Einflüssen der 70er und 80er Jahre. Sie sind damit nach Transatlantic die zweite bekannte Retro-Prog-Supergroup.

## Diskografie

### Studioalben
- 2003: The Music That Died Alone
- 2004: ii: The World That We Drive Through
- 2006: A Place in the Queue
- 2008: Not as Good as the Book
- 2009: Down and Out in Paris and London
- 2009: A Place on the Shelf
- 2011: COMM
- 2013: Le Sacre du Travail
- 2015: A Spark in the Aether
- 2017: The Slow Rust of forgotten Machinery
- 2018: Proxy
- 2020: Auto Reconnaissance
- 2022: Songs From the Hard Shoulder
- 2024: To Follow Polaris

### Livealben
- 2004: ii(.v): Pyramids and Stars
- 2007: Going Off On One
- 2011: Going Off On Two
- 2018: Hotel Cantaffordit unter dem Bandnamen Tangekanic zusammen mit Karmakanic